# Tattica militare
La tattica militare è una delle cinque branche che compongono l'arte militare: strategia militare, arte operativa, tattica militare, logistica militare, organica militare (quest'ultima detta anche logistica del personale). Essa tratta dei metodi di impiego delle forze nel combattimento riferiti al livello tattico, che giunge fino al Corpo d'armata.
La parola tattica deriva dal greco e significa "ordinamento sul campo di battaglia". Il termine è associato in particolar modo all'ambito militare, ma è possibile usare e trovare il termine anche in ambiti completamente diversi. Tra questi quello: economico, commerciale, e sportivo oltreché in una grande varietà di altri campi come la negoziazione.

## Storia
I concetti fondamentali della tattica, ancorché cambiati nel tempo per vari motivi, tendono a riproporsi periodicamente: così si sono riproposte nel tempo tanto le tattiche dello scontro frontale (pieni contro pieni) quanto quelle dell'aggiramento e dell'avvolgimento (pieni contro vuoti). Queste ultime, riproposte alla fine del XIX secolo nel corso della guerra russo-giapponese e nel XX secolo dall'esercito tedesco nella prima guerra mondiale, hanno poi subito dei perfezionamenti tali da essere oggi alla base delle dottrine praticamente di tutte le forze armate del mondo.

## Caratteristiche
La tattica è destinata a cambiare nel tempo, sia per l'apporto dell'esperienza fatta dalle proprie ed altrui Forze armate in guerra, sia per l'evoluzione della tecnologia degli armamenti, sia infine per l'evoluzione del diritto bellico, che impone nuovi limiti all'adozione di determinati metodi di guerra. La tattica si esprime tramite due diverse e fondamentali fonti: la dottrina e gli ordini d'operazione.
La dottrina, studiata fin dal tempo di pace, fornisce gli orientamenti per l'impiego delle forze nei casi medi. È contenuta in circolari e pubblicazioni delle serie dottrinali, il cui aggiornamento consegue ad una mutata visione strategica, ovvero a profondi cambiamenti nell'organizzazione delle Forze armate.

Gli ordini d'operazione sono i documenti attraverso i quali i Comandanti emanano alle unità dipendenti gli ordini iniziali per l'esecuzione di una manovra tattica. Essi non sono immutabili nel tempo, ma vengono costantemente corretti nel corso della manovra stessa per tener conto degli eventi e delle informazioni.
La manovra tattica si esprime in termini di risorse (forze, fuoco ed ostacolo), spazio e tempo; essa tende a sfruttare nel miglior modo il terreno, le vulnerabilità dell'avversario e le peculiari capacità delle proprie forze. Tende in primo luogo a distruggere le forze opposte ed in secondo luogo a garantire il possesso di un'area vitale.

## I due princìpi fondamentali della tattica
- Massa: poiché i difensori si attestano normalmente in posizioni tatticamente privilegiate (alture, trincee, bunker...), chi attacca deve aver cura di disporre di un'adeguata massa di manovra. Di regola, è sconsigliato attaccare se non si goda di un rapporto di forze favorevole dell'ordine di (almeno) 3 contro 1. A volte l'offensiva è obbligatoria, bisogna colpire velocemente anche se non si dispongono delle risorse sufficienti.
- Sorpresa: l'attaccante sarà tanto più favorito quanto più riuscirà a cogliere impreparato chi si difende, eseguendo l'azione nel modo più rapido e risolutivo possibile.